# Joseph Mocker
Joseph Mocker (22 novembre 1835 - 16 janvier 1899 à Prague) était un restaurateur et architecte tchèque.
Il étudie à Vienne.
Il est un membre de l'académie tchèque des sciences et des arts. Il participe à la reconstruction de nombreux bâtiments, notamment des églises et des châteaux. Il a une approche puriste de ces restaurations. Il est un des représentants éminents du Style néogothique.  
Joseph Mocker a écrit plusieurs articles sur les difficultés inhérentes à la restauration.
Dans son roman Sedmikostelí, Miloš Urban le décrit comme le digne continuateur de Peter Parler.

## Monuments restaurés

### À Prague
- La cathédrale Saint-Guy de Prague
- La synagogue Vieille-Nouvelle
- L'église Saints-Pierre-et-Paul de Vyšehrad
- La tour poudrière
- Les deux tours du pont Charles
- Le château de Prague
- L'église Saint Pierre na Poříčí
- Le tour Henri un clocher-tour de style gothique

### En dehors de Prague
- Karlštejn
- Le château Konopiště
- Le château de Křivoklat
- La cathédrale de Kolín

## Créations
- L'église Sainte-Ludmila à Vinohrady
- L'église Saint-Procope à Žižkov